# Place du Béguinage
La place du Béguinage (en néerlandais : Begijnhofplaats) est une place du centre de Bruxelles. De forme semi-circulaire, la place fait office de parvis à l'église Saint-Jean-Baptiste-au-Béguinage. Six rues partent de la place (dont la 'rue du béguinage'), sans compter les deux ruelles qui longent les flancs droit et gauche de l'église. Place, rue et église rappellent le Grand Béguinage de Bruxelles - Notre-Dame-de-la-Vigne - construit vers 1250 et démantelé lors des troubles qui ont suivi la Révolution française. 
Au nord, et à proximité immédiate de la place, se trouve le grand hospice Pachéco construit de 1824 à 1827 là où se trouvait le béguinage de Bruxelles. 

## Accès
| ___ | Ce site est desservi par la station de métro : Sainte-Catherine. |